# جارامانگاپ، استرالیای غربی
جارامانگاپ (به انگلیسی: Jerramungup) یک شهرک در استرالیا است که در استرالیای غربی واقع شده‌است.